# 小南站 (长春轨道交通)
小南站位于吉林省长春市，是长春轨道交通8号线车站。于2018年10月30日正式投入使用。

## 车站结构
车站形式为侧式二层车站，地上一层为入口，地上二层为站台、站厅。车站未设有屏蔽门。
| 月台       | 路线              | 行驶方向                |
| 地上第二層 | 地上第二層        |                         |
| ---------- | ----------------- | ----------------------- |
| 北侧       | 长春轨道交通8号线 | 北环城路·一二三中学方向 |
| 南侧       | 长春轨道交通8号线 | 小城子街・广通路方向    |

### 车站楼层
| 地上一层                   | 设备层、设备管理用房                   | 楼梯、扶梯、无障碍设施、A出口、B出口 东站厅、西站厅、自动售票机、闸口、客服中心 西站厅付费区内设有卫生间 |
| 地上二层                   |                                        | |
| 侧式月台，右边车门将会开放 |                                        | |
| 轨道                       | ←8号线列車往北环城路站（北环城路方向） | |
| 轨道                       | 8号线列車往小南（广通路方向）→         | |
| 側式月台，右边车门将会开放 |                                        | |

## 车站出入口
车站设置2个出入口，A口位于亚泰北街西侧，第一二三中学内；B口位于亚泰北街东侧。
|          |      |                  |                  |  |
| 出口编号 | 照片 | 出口指示         | 建议前往的目的地 |  |
| 出口 · A |      | 亚泰北街（西侧） |                  |  |
| 出口 · B |      | 亚泰北街（东侧） | 小南街           |  |

## 公交换乘
- A口：118
- B口：110

## 历史
- 2018年8月30日 - 8号线开始跑图。
- 2018年10月30日 - 8号线试运营。[1]